# 阿尔图尔·瓦德尔
阿尔图尔·帕夫洛维奇·瓦德尔（俄语：Артур Павлович Вадер；1920年2月16日—1978年5月25日），苏联党和国家领导人。曾任爱共（布）塔林州加里宁区委第二书记、哈尔尤县委第一书记、塔林市委书记、爱共中央纪律委员会、爱沙尼亚苏维埃社会主义共和国国家监察委员会主席、部长会议副主席、爱共中央第二书记、爱沙尼亚苏维埃社会主义共和最高苏维埃主席团主席等职务。

## 生平
- 1920年2月16日出生于维捷布斯克省戈尔博沃村的一个农民家庭。1937年毕业于师范学院。
- 1937年-1939年，莫斯科州波列茨克中学教师。
- 1939年-1940年，共青团莫斯科州莫扎伊斯克市委员会指导员。
- 1940年-1941年6月，莫斯科州莫扎伊斯克市工厂学徒学校主任，同时领导工厂的技术培训部门。
- 1941年6月-1942年，民兵、红军第343师第38团服役，二等兵、连队副政治指导员。1942年，沃罗涅日前线，受重伤，因残疾从军队复员。
- 1943年-1945年，鄂木斯克州一所学校的校长，莫斯科机械学院副院长。1943年加入联共（布）。
- 1945年-1948年，苏联纺织工业人民委员会全苏培训部主任。
- 1948年-1950年，爱共（布）塔林州加里宁区委第二书记。期间，1948年兼任爱共（布）塔林市委讲师。
- 1950年-1952年，爱共（布）哈尔尤县委第一书记。
- 1952年-1959年，爱共塔林市委书记。1954年毕业于苏共中央高级党校。
- 1959年-1963年1月，苏共中央加盟共和国党机关部指导员。
- 1963年1月-1964年1月，爱共中央委员会书记兼爱共中央纪律检查委员会、爱沙尼亚苏维埃社会主义共和国国家监察委员会主席、爱沙尼亚苏维埃社会主义共和国部长会议副主席。
- 1964年1月-1971年2月，爱共中央第二书记。
- 1970年12月-1978年5月，爱沙尼亚苏维埃社会主义共和国最高苏维埃主席团主席。
- 1978年5月25日于塔林逝世，享年58岁。葬于森林公墓。

瓦德尔是苏共23-25大代表；第23届中央候补委员，第24-25届中央委员；第7、9届苏联最高苏维埃民族院代表，第8届苏联最高苏维埃联盟院代表；第6-9届爱沙尼亚苏维埃社会主义共和国最高苏维埃代表。

## 荣誉
- 列宁勋章（1965）
- 十月革命勋章（1973）
- 两次劳动红旗勋章（1970,1973）
- 三级光荣勋章